# 尹楷
尹楷，東漢末年人物，袁尚部下，武安長。建安九年（204年），袁尚再攻平原，曹操趁機攻鄴。尹楷屯毛城，以通上黨糧道，為曹操擊敗，期後下落不明。《三國演義》加插一段尹楷為許褚斬殺一幕。